# Dekanat Sulmierzyce
Dekanat Sulmierzyce – jeden z 36 dekanatów rzymskokatolickich należących do  archidiecezji częstochowskiej. Należy do regionu radomszczańskiego.

## Parafie
W skład dekanatu Sulmierzyce wchodzi 8 parafii:
- Blok Dobryszyce – parafia św. Alberta Chmielowskiego w Bloku Dobryszyce
- Brudzice – parafia św. Maksymiliana Marii Kolbego w Brudzicach
- Dobryszyce – parafia św. Bartłomieja Apostoła
- Kleszczów – parafia NMP Anielskiej
- Krępa – parafia św. Urszuli w Krępej
- Lgota Wielka – parafia św. Klemensa
- Łękińsko – parafia św. Jana Chrzciciela w Łękińsku
- Sulmierzyce – parafia św. Erazma